# 미국의 국장

미국의 국장 (앞면)

미국의 국장 (뒷면)

미국의 국장(국새)은 1782년에 제정되었다. 미국은 앞면과 뒷면 양쪽으로 나뉜 두 가지 형태의 국장을 사용한다.

## 역사
미국의 국새는 건국의 아버지(Founding Fathers)가 미국을 만들며 유럽의 전통에 따라 국가를 상징하는 문장의 필요성을 제기함에 따라 1776년 7월 4일 미국의 상징물인 국새를 만들기 위한 위원회가 조직되면서부터 시작되어 오랜 기간의 심사숙고끝에 만들어졌다. 첫 번째 위원회는 벤저민 프랭클린, 존 애덤스, 토머스 제퍼슨 등으로 구성되었다. 이후 몇 차례의 위원회가 더 결성된 후에 새로운 디자인이 덧붙여지고 마침내 1782년에 의회는 상징적인 의미를 설명하는 문서와, 국새의 문양을 최종적으로 확정했다. 국새에는 미국의 역사를 주도한 집단이 미국이라는 나라에 대해 가졌던 관념이 요약되어 있다.

## 디자인과 의미

### 앞면
국새의 앞면에는 금색 부리와 발톱을 가진 갈색 흰머리수리가 방패를 지키고 있다. 방패에는 건국 과정에 참여한 13개의 주를 상징하고 있는 흰색과 붉은색의 세로선이 의회를 상징하는 푸른색의 가로대에 의해 모아져 있는데, 미국의 국기와는 크게 두 가지의 차이점을 보인다. 첫째로, 푸른색 부분에 별이 그려져 있지 않다는 점이다. 둘째로, 미국 국기와는 달리, 바깥쪽의 줄은 적색이 아닌 백색이다.
흰머리수리의 부리에는 "여럿으로 이루어진 하나"("E pluribus unum")라는 라틴어 표어가 쓰인 두루마리를 물고 있는데, 이것은 연방제를 상징한다. 흰머리수리가 왼발에 쥐고 있는 화살과 오른발에 쥐고 있는 올리브 가지는 각 13개씩으로, 의회에 주어진 전쟁과 평화에 관한 권한을 상징한다. 흰머리수리의 머리 위에는 구름을 뚫고 황금빛이 퍼져 나오고 있으며, 구름에 둘러싸인 안쪽으로는 파란 하늘을 배경으로 13개의 별이 성좌를 이루고 있다. 즉, 미국의 국새 앞면에는 정치적인 통일, 독립, 자유, 평화에 대한 의지가 나타나고 있다.

### 뒷면
국새의 뒷면에는 미완성의 피라미드 모양의 건축물 위에 커다란 눈이 그려져 있다. 중앙에 있는 사막 위의 피라미드의 13단은 13개의 주를 상징하고 있으며, 사막은 피라미드가 건설되기 이전 인류의 역사 전체는 메마른 땅이었음을 의미하고 있다. 피라미드의 정점의 삼각형 안에 눈이 새겨져 있는데, 이는 '섭리의 눈(Eye of Providence)'로 미국의 역사를 포함한 세상만사를 굽어보는 신의 눈을 의미한다. 피라미드의 밑단에는 로마 숫자로 'MDCCLXXVI'가 새겨져 있는데, 이는 미국이 독립을 선언한 1776년을 뜻한다. 또한 뒷면에는 두 개의 라틴어 문구가 새겨져 있다. 첫째로 "Novus Ordo Seclorum"라는 문구가 피라미드 아래에 둘러처져 있는데 이는 “시대의 새로운 질서”를 의미한다. 섭리의 눈 위에 위치한 두 번째 격언은 "Annuit Coeptis"로 이는 앞서 나온 문구와 함께 로마의 바질(Vasil)이라는 시인의 시에서 따온 것으로, “신은 우리가 하는 일을 돌보신다” 라는 의미를 가지고 있다. 즉, 미국의 국새 뒷면에서는 신의 가호 아래 미국이 인류의 새 역사를 건설하고 있음을 보여준다.